# Benoibates minimus
Benoibates minimus är en kvalsterart som beskrevs av Sandór Mahunka 1985. Benoibates minimus ingår i släktet Benoibates och familjen Oripodidae. Inga underarter finns listade.